# 雷池乡 (雷波县)
雷池乡，是中华人民共和国四川省凉山彝族自治州雷波县曾经下辖的一个乡。2020年6月，撤销雷池乡，原雷池乡所属行政区域为瓦岗镇的行政区域。

## 行政区划
雷池乡撤销前下辖以下地区：
嘎窝村、马木村、古研村和所期村。